# فانيسا كلير ستيوارت
فانيسا كلير ستيوارت (بالإنجليزية: Vanessa Claire Smith)‏ هي منتجة أفلام وممثلة أمريكية، ولدت في 21 يونيو 1974 في نيو أورلينز في الولايات المتحدة.

## وصلات خارجية
- فانيسا كلير ستيوارت على موقع IMDb (الإنجليزية)
- فانيسا كلير ستيوارت على موقع قاعدة بيانات الفيلم (الإنجليزية)